# هيلموت فاث
هيلموت فاث (بالألمانية: Helmut Fath) مواليد 24 مايو 1929 في ألمانيا - الوفاة 19 يونيو 1993 في هايدلبرغ، كان متسابق دراجات نارية ألماني فاز ببطولة سباق الجائزة الكبرى للدراجات النارية شارك في كأس جزيرة مان السياحية. فاز ببطولة العالم للسايدكار مرتين في 1960 و 1968.